# ドライチェリー

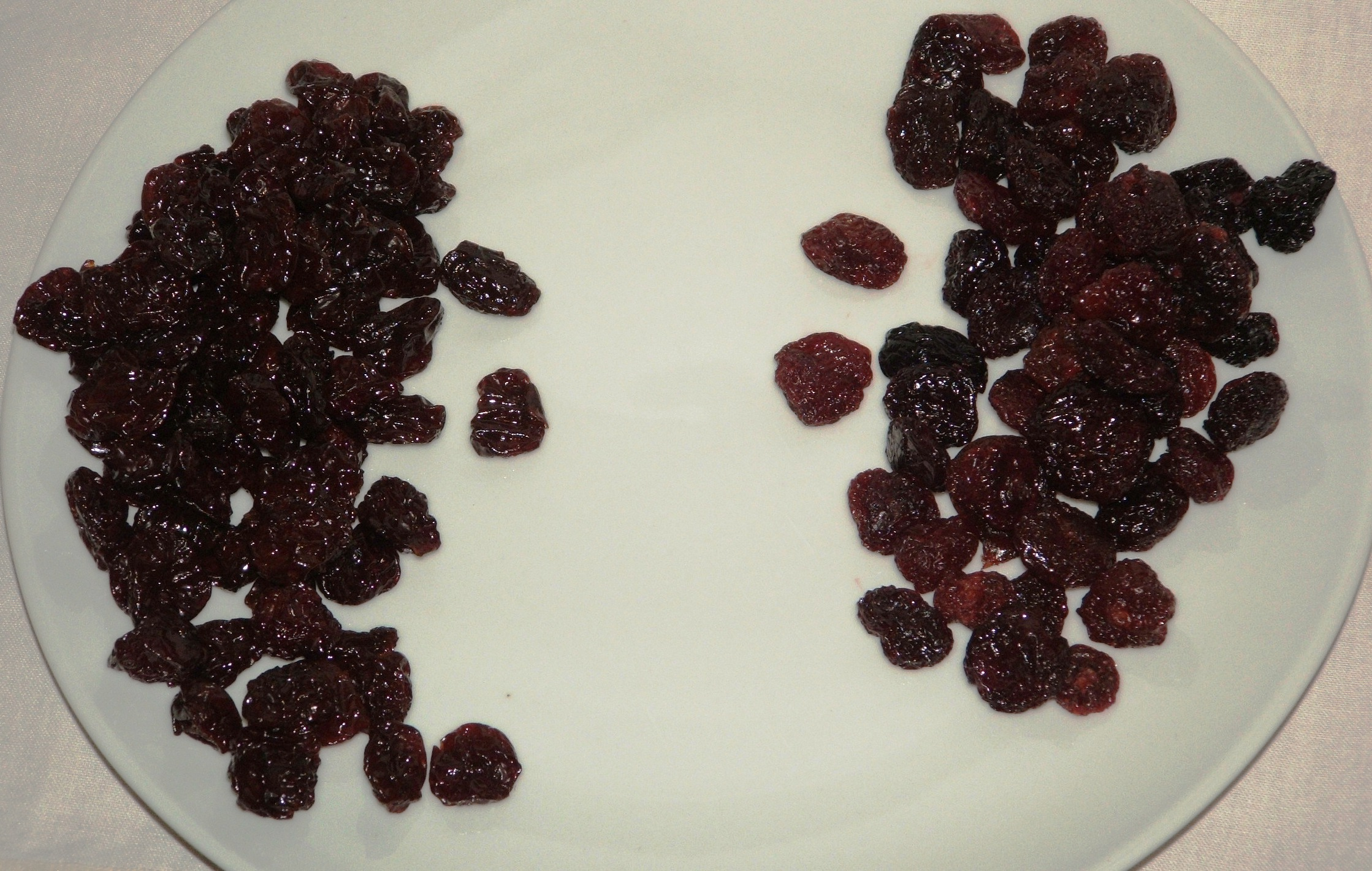
ドライチェリー。左はモンモランシーチェリー、右はビングチェリー。

ドライチェリーはドライフルーツの一種で、サクランボを乾燥させたものである。

## 製造方法
ドライチェリーの工業的な製造方法の一つとして、まず沸騰した0.5〜2％の炭酸ナトリウム溶液に最大20秒間浸し、その後冷水で洗う方法がある。これにより、皮に小さな亀裂が入り、乾燥工程が早くなる。浸す溶液には、他にはオレイン酸エチルやオレイルアルコールが考えられるが、これらの溶液に炭酸カリウムのようなアルカリを加えても、乾燥する時間は早くならないことが示されている。この結果は、1940年代にはすでに科学的な研究として実証されていた。ドライチェリーは、フリーズドライや風乾によって製造されることもある。乾燥後の水分量は、通常は25％前後である。添加物として二酸化硫黄を用いることで、長期保存時に色持ちさせたり風味を長持ちさせたりすることができる。
デザート系で乾燥に適したサクランボの品種としては、ランバート種、ロイヤル・アン種、ナポレオン種、ヴァン種、そしてビング種がある。また、タルト系で乾燥に適したサクランボの品種としては、アーリーリッチモンドやモンモランシーがある。モンモランシーの乾燥実験は、1970年代後半にユタ州立大学の教授によって行われたのが最初とされている。この実験では、乾燥させた後に砂糖で転がして「スノーチェリー」（英語: snow cherries）として試食された。

## 用途
クロウ族の人々はペミカン（アメリカ先住民の伝統的な携帯保存食）を作るためにドライチェリーを細かく砕いて使うことが多い。

## 薬効
古く遡ると、ガイウス・プリニウス・セクンドゥスが『博物誌』の第20巻から第27巻の薬草に関する記述の中で、ドライチェリーの利尿作用について簡単に触れている。